# Ferenc Fehér
Ferenc Fehér (Budapest, 25 agosto 1902 – Aosta, 19 settembre 1963) è stato un calciatore ungherese, di ruolo portiere.

## Palmarès

### Giocatore

#### Competizioni nazionali
- Campionato ungherese: 1

MTK Budapest: 1928-1929